# Kladschilder

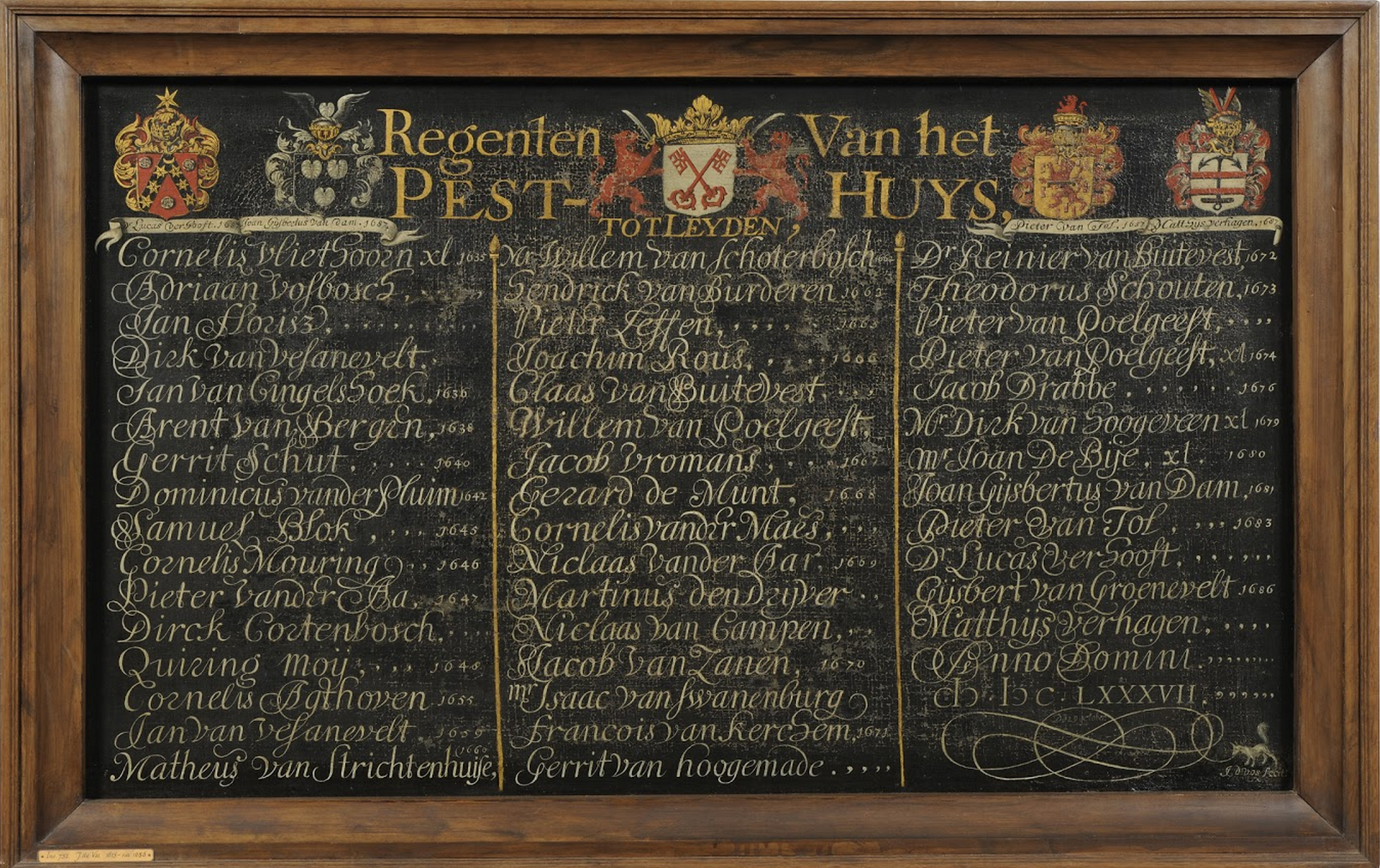
Naambord van de Regenten van het Pesthuis te Leiden geschilderd door 'kladschilder' Jan de Vos II

Een kladschilder, ook wel aangeduid als 'grofschilder' of 'schilder met de grote quast' was een schilder die zich specialiseerde in het schilderwerk aan huizen en inrichtingen, waarbij hij ook beschikte over de vaardigheid tot het aanbrengen van decoratieve motieven, wapenschilden en gekalligrafeerde teksten. 

## Vereisten
Een kladschilder bevond zich qua vaardigheden tussen een 'gewone' huisschilder en een kunstschilder. Kladschilders konden ook lid worden van de Sint-Lucasgilden, zoals die onder andere in Amsterdam, Antwerpen, Arnhem, Brugge, Delft, Dordrecht, Gent, Haarlem, Leiden en Utrecht bestonden als gilde van kunstenaars en kunstambachtslieden in de Nederlanden. Hun meesterproef om toegelaten te worden tot het gilde bestond in Leiden uit het (na)schilderen van 'een wapen met drie schilden met een ossekop gelijck in andere steden, als Uytregt, Delft ende Den Haagh gebruycklijck is'.
Lambertus Simis, meesterschilder te Amsterdam geeft later in de tijd in hoofdstuk 6 Over de vereischten, die een schilder dient te bezitten, om bekwaam genoemd te kunnen worden van zijn Grondig Onderwijs in de Schilder- en Verfkunst het volgende overzicht van de eisen waaraan een kladschilder moet voldoen, om als 'bekwaam' te worden aangemerkt:
Wij stellen ons dan eenen schilder voor, van wien gezegd kan worden, hij is een bekwaam grofschilder: zulk eenen schilder behoort ook wat penseelwerk te verstaan; hij dient bekwaam te wesen, om alle dagelyks voorkomend werk, als by voorbeeld, uithangborden, van onderscheidene soorten, elk naar zynen byzonderen aard, en volgens de meening van den eigenaar, behoorlyk te vervaardigen; ook tafels, stoelen en verdere meubelen, met bloemen, festonen, vazen enz. optesieren, hy dient nissen, colommen en pylaren, met derzelver capiteelen, bassementen, bortsweeringen, archetraven, enz. op de vlakke schotten in of buiten ’s huis, of in tuinen, naar de onderscheidene bouworden, behoorlyk te kunnen verbeelden, met derzelver ronde, holle, en diepte en alzo diende hy de bouwkunst ook eenigermate kundig te zyn: hy moet op vlakke schotten, muren of behangsels, lambriseeringen met paneelen en bossingen, plinten en lysten, rosetten en het geen verder daarby vereischt wordt, naar het leven verbeelden; hy diende ook in tuinen, en vooral in nissen of op piedestallen, eenig beeldwerk in het graauw of grys te kunnen schilderen, en hetzelve in zyne behoorlyke proportie te kunnen verdeelen; voorts zyn er nog een ontelbare menigte van andere gevallen, die den schilder dikwerf voorkomen, inderdaad te veel, om ze hier op te noemen.
[…]
Ook diende hy ten minsten eenige ornamenten en andere opsieringen te kunnen schilderen; als meede alle soorten van marmersteen, elk naar zynen bysonderen aard en natuurlyken eigenschappen. Hy moet alle soorten van fyne houten of gladhout kunnen schilderen, of wel het natuurlijke nabootsen, en elk in zyne soort, de eigenaardige grond, sous, bloem en werking geven – voorts alle soorten van schryf- en druk- letters met het penseel kunnen schryven, en dezelven, als het vereischt wordt, behoorlyk hoogen en diepen. Hy moet ook goed kunnen vergulden, ten minste het mat-goud en zilver, en hetzelfde kunnen lacceeren, bronsen en metalen strooijen: voorts lakken en vernissen in soorten kunnen maken, of ten minsten in den aard en kracht, hoedanigheid en de uitwerking, er van kundig zijn, en alles behoorlyk weten te plaatsen en te verstryken; ook moet hy, hardsteen schilderende, elke soort verbeelden in zyne byzondere kleur en eigenschappen, kammen en zanden, alzoo dat zy de natuurlyke steenen en de bewerkte naar het aanzien evenaren, het is nuttig dat hy kennis hebbe van het verlakken in het vuur, en het geen daarmee verbonden is. Rytuigen en alle dergelyke soort van werken, welke zeer verschillende van andere voorwerpen zijn, moet hy den grond op, naar den eisch kunnen behandelen, en wel voornamelijk betreffende het plamuren, schuren, schilderen, lakken en polysten.

## Bekende kladschilders
- Jan de Vos I (circa 1593 - 1649)
- Jan de Vos II (circa 1615-1693)
- Willem van Nijmegen (1636-1698)
- Marcus Leopoldus
- Lambertus Simis (1755)
- Jacobus van de Gumster, Amersfoort (1740-1813)